# Dicranomyia stygicornis
Dicranomyia stygicornis är en tvåvingeart som först beskrevs av Charles Paul Alexander 1962. Dicranomyia stygicornis ingår i släktet Dicranomyia, och familjen småharkrankar.
Artens utbredningsområde är Bolivia. Inga underarter finns listade i Catalogue of Life.